# Bulbophyllum discolor
Bulbophyllum discolor är en orkidéart som beskrevs av Rudolf Schlechter. Bulbophyllum discolor ingår i släktet Bulbophyllum och familjen orkidéer.

## Underarter
Arten delas in i följande underarter:
- B. d. cubitale
- B. d. discolor